# Rafael Alcántara (Musiker)
Rafael Alcántara (* 1975 in München) ist ein deutscher Saxophonist, Sänger und Komponist peruanischer Abstammung, der im Jazz beheimatet ist.

## Leben und Wirken
Alcántara, dessen Zwillingsbruder der Pianist Victor Alcántara ist, machte eine Ausbildung zum Solisten im Tölzer Knabenchor, mit dem er auch international auftrat. Von 1994 bis 1998 absolvierte er ein klassisches Saxophon- und Kompositionsstudium in München, dem sich ein Jazzstudium in Barcelona, Madrid und München anschloss. Es folgte eine Zusatzausbildung zum Musiktherapeuten. 
In Madrid sammelte er Erfahrungen als Mitglied des Jazz-Avantgarde-Ensembles sax13 sowie als Sideman von Musikern wie Bob Sands, Chris Kane oder  Fernando Samalea (Noche en Madrid, 2002). 2003 stellte er sein Debütalbum Aqui y Ahora vor. Mit seinem Bruder bildete er die Formacion Alcántara. Daneben gehört er zu Harald Rüschenbaums Cosmodrom. Er komponierte auch Kinderlieder und begründete die ganzheitliche Methode Leela Yoga (Musik und Yoga mit Kindern).

## Diskographische Hinweise
- Cosmodrom Psalme und Jazz
- Formacion Alcántara & Dominique Lacasa Solamente Nosotros (mit Victor Alcántara, Bastian Jütte, Marc Muellbauer, Topo Gioia, Victor Correa, Mohamad Mortazavi)
- Choräle und Jazz (mit Andrea Hermenau, Victor Alcántara, Sebastian Gieck, Tilman Herpichböhm)